# Willie King
Willie King (18 de marzo de 1943 - 8 de marzo de 2009) fue un guitarrista y cantante estadounidense de blues, conocido por evitar la fama y tocar en un bar local en Misisipi .  

## Biografía
King nació en Prairie Point, una comunidad ubicada en elCondado de Noxubee (Misisipi), cerca del límite estatal con Alabama. Antes de dedicarse a la música, trabajó en muchas ocupaciones, incluso como aparcero, fabricante de alcohol ilegal y vendedor ambulante. Más tarde participó activamente en el movimiento por los derechos civiles,  que lo inspiró a escribir canciones de blues con conciencia social. En 1983, fundó la Rural Members Association, una organización sin fines de lucro dedicada a promover las habilidades rurales tradicionales con las que King había crecido, a las que llamó "habilidades de supervivencia", y a ayudar a mejorar su comunidad local. En 1997, la Rural Members Association inició el festival anual de blues de Freedom Creek, que desde entonces ha recibido reconocimiento internacional.  No comenzó a grabar su música hasta 1999.
King realizó conciertos en festivales nacionales e internacionales, pero actuó principalmente cerca de su casa, sobre todo como habitual en los Juke Joint de Mississippi. Describió su música como "blues en lucha" debido a su enfoque en las "injusticias de la vida en el sur rural". 
King murió de un ataque al corazón poco antes de cumplir 66 años, cerca de su casa en la comunidad rural de Old Memphis (Alabama), a sólo unos kilómetros de su lugar de nacimiento.  

## Willie King en el cine
En 2007, los cineastas neerlandeses Saskia Rietmeijer y Bart Drolenga (Visible World Films) querían producir un documental sobre el arte y la cultura afroamericana en el sur profundo de Estados Unidos, sin embargo, al conocer a Willie King decidieron crear un documental sobre su vida y la época en la que creció, titulado Down in the Woods. King también apareció en la serie documental de 2003 de Martin Scorsese The Blues y en Shout Factory's Blues Story el mismo año.

## Discografía

### Álbumes
- 1999 - Walkin' the Walk Talkin' the Talk
- 2000 - I Am the Blues
- 2000 - Freedom Creek
- 2002 - Living in a New World
- 2004 - Jukin' at Bettie's
- 2006 - One Love

## Premios
- Premio al Patrimonio Popular de Alabama (otorgado póstumamente) 2009
- Salón de la Fama de Howlin' Wolf incorporado el 2 de septiembre de 2005
- Beca para artistas del Consejo de las Artes del Estado de Alabama 2004
- Living Blues 2003 Artista de blues del año, mejor canción, mejor portada
- Living Blues 2001 Mejor Artista de Blues
- Living Blues 2000 Mejor álbum de blues, Mejor álbum de blues contemporáneo [7]